# Luftpumpe (Sternbild)
Die Luftpumpe (lateinisch / fachsprachlich Antlia) ist ein Sternbild südlich des Himmelsäquators.

## Beschreibung
Die Luftpumpe ist ein sehr unscheinbares Sternbild, das sich aus lichtschwachen Sternen zusammensetzt. Lediglich der hellste Stern, α Antliae, erreicht die 4. Größenklasse.
Das Sternbild kann von Deutschland aus nur schwer beobachtet werden, da es im Frühjahr nur wenige Grad über dem Horizont steht.

## Geschichte
Der französische Astronom Nicolas Louis de Lacaille belegte im 18. Jahrhundert einige Regionen des südlichen Sternhimmels, die noch nicht benannt waren, mit Namen. Im Gegensatz zu den klassischen Sternbildern, die nach mythologischen Gestalten benannt sind, trugen seine Konstellationen meist die Namen von technischen Errungenschaften. Das Sternbild Luftpumpe benannte er 1752 nach dem technischen Gerät Luftpumpe, das von Otto von Guericke erdacht und von Robert Boyle weiterentwickelt wurde.

## Himmelsobjekte

### Sterne
Siehe auch: Liste von Sternen im Sternbild Antlia
| B   | HR         | Namen, andere Bezeichnungen | m                  | M>    | Lj   | Spektralklasse |
| --- | ---------- | --------------------------- | ------------------ | ----- | ---- | -------------- |
| α   | 4104       | Alpha Antliae               | 4,28               | −0,97 | 366  | K4 III         |
| ε   | 3765       | Epsilon Antliae             | 4,51               | −2,16 | 704  | K3 IIIa        |
| ι   | 4273       | Iota Antliae                | 4,60               | 0,58  | 208  | K0 III         |
| θ   | 3871       | Theta Antliae               | 4,78               | −0,58 | 384  | A7 V           |
| η   | 3947       | Eta Antliae                 | 5,22               | 2,61  | 109  | F1 V           |
| 400 | 4086       |                             | 5,34               | 2,3   | 132  | A8 V           |
| 400 | 4313       |                             | 5,43               | −0,63 | 530  | A0 V           |
| 400 | 4049       |                             | 5,44               | −3,68 | 2200 | B9.5 Ib/II     |
| 400 | 3770       |                             | 5,49               | −1,36 | 760  | K2 III CNII    |
| 400 | 4153       |                             | 5,50               | −1,54 | 840  | C5             |
| 400 | 4049       |                             | 5,52               |       |      |                |
| δ   | 4118       | Delta Antliae               | 5,55               |       | 481  |                |
| ζ1  | 3780, 3781 | Zeta Antliae                | 5,76 (6,19 / 6,96) |       | 372  |                |
| ζ2  | 3789       | Zeta Antliae                | 5,93               |       | 374  |                |

Der hellste Stern Alpha Antliae besitzt eine scheinbare Helligkeit von 4,28 mag und ist ein 366 Lichtjahre entfernter orangefarbener Stern der Spektralklasse K4 III. Er dürfte sich gerade zu einem veränderlichen Mirastern entwickeln. Am zweithellsten leuchtet Epsilon Antliae, der ebenfalls ein oranger Riese mit dem ähnlichen Spektraltyp K3 ist. Am entgegengesetzten Ende der Luftpumpe befindet sich ihr dritthellster Stern Iota Antliae, der dem Spektraltyp K0 angehört und wie die beiden vorher erwähnten Sterne als oranger Riese leuchtet.

### Mehrfachsterne
| System | Gesamthelligkeit | Abstand | Komponente  | m    |
| ------ | ---------------- | ------- | ----------- | ---- |
| θ      | 4,78             | 0,1"    | A (HR 3871) | 5,30 |
| θ      | 4,78             | 0,1"    | B (HR 3871) | 6,18 |
| δ      | 5,55             | 11,0"   | A (HR 4118) | 5,58 |
| δ      | 5,55             | 11,0"   | B (HR 4118) | 9,65 |
| ζ1     | 5,76             | 8,0"    | A (HR 3781) | 6,19 |
| ζ1     | 5,76             | 8,0"    | B (HR 3780) | 6,96 |

Zeta1 Antliae ist ein Doppelsternsystem in 372 Lichtjahren Entfernung.

### Veränderliche Sterne
| Stern           | m           | Typ                            |
| --------------- | ----------- | ------------------------------ |
| S Ant (HR 3798) | 6,3 bis 6,8 | W-Ursae-Majoris-Veränderlicher |
| U Ant (HR 4153) | 5,5 bis 7,1 | unregelmäßig Veränderlicher    |

S Antliae ist ein etwa 245 Lichtjahre entfernter W-Ursae-Majoris-Veränderlicher, dessen scheinbare Helligkeit mit einer Periode von 0,65 Tagen zwischen 6,3 und 6,8 mag schwankt. U Antliae ist ein tiefroter veränderlicher Stern der Spektralklasse C5 in 840 Lichtjahren Entfernung. Er verändert seine Helligkeit ohne erkennbare Periodizität.

### Deep-Sky-Objekte
| Bezeichner | m    | Typ     |
| ---------- | ---- | ------- |
| NGC 2997   | 9,4m | Galaxie |
| PGC 29194  | 14,8 | Galaxie |

NGC 2997 ist eine Spiralgalaxie vom Typ Sc, deren Ebene zu etwa 45° in unsere Blickrichtung geneigt ist.
PGC 29194, auch als Antlia-Zwerggalaxie bekannt, ist eine lichtschwache Zwerggalaxie, die zur lokalen Gruppe gehört.
Der Antlia-Galaxienhaufen ist ein in diesem Sternbild gelegener Galaxienhaufen.